# Holden Commodore
La Holden Commodore è un'autovettura mid-size (1978-1988 e dal 2017) o full-size (1988-2017) prodotta dalla casa automobilistica Holden dal 1978 al 2020 in 5 serie. L'autovettura è prodotta come berlina, station wagon (unica nel suo genere, essendo l'unica familiare prodotta e disegnata in Australia) e pick-up sportivo Ute. Ad essa si affianca una versione a passo lungo: la Statesman/Caprice. Dal 2001 al 2006, invece, le si affiancò una versione coupé, la Monaro, che riprende il nome dall'omonima coupé prodotta tra gli anni sessanta e settanta. Partecipa al campionato Campionato Supercars.

## Prima serie (1978-1988)
La prima serie è stata prodotta dal 1978 al 1988 e aveva molti punti di contatto con la Opel Senator, sempre prodotta dal gruppo General Motors per il mercato europeo.
L'autovettura è stata prodotta in cinque sottoserie:
- serie VB, prodotta dal 1978 al 1980: derivata dalla Opel Rekord (nella parte posteriore) oltre che dalla Senator (nella anteriore, per poter ospitare i motori a 6 e 8 cilindri), fece da base alla contemporanea Opel Commodore C;
- serie VC, prodotta dal 1980 al 1981: monta nuovi motori da 1900 (a 4 cilindri) a 4200 cm3;
- serie VH, prodotta dal 1981 al 1984: prevede l'introduzione di una versione sportiva con motore V8 5,0 L;
- serie VK, prodotta dal 1984 al 1986: tra le modifiche, la nuova carrozzeria a sei luci laterali;
- serie VL, prodotta dal 1986 al 1988: si segnala per l'introduzione di una nuova motorizzazione intermedia Nissan a 6 cilindri in linea e con cilindrata di 3000 cm3, anche turbocompressa.

## Seconda serie (1988-2000)
La seconda serie è stata prodotta dal 1988 al 1997 in quattro sottoserie, ed è stata anche venduta come Toyota Lexcen grazie ad una joint-venture con la casa giapponese (la UAAI):
- serie VN, prodotta dal 1988 al 1991: derivata dalla piattaforma - allungata - della prima Opel Omega, era disponibile con motori L4L, V6 (Buick) e V8; prevista anche una versione pick-up denominata VG;
- serie VP, prodotta dal 1991 al 1993;
- serie VR, prodotta dal 1993, al 1995 con importanti aggiornamenti nell'estetica e nelle dotazioni di sicurezza;
- serie VS, prodotta dal 1995 al 1997.

## Terza serie (1997-2007)
La Holden Commodore di terza serie è stata prodotta dal 1997 al 2007 in quattro sottoserie, derivate dalla Opel Omega B:
- serie VT, prodotta dal 1997 al 2000;
- serie VX, prodotta dal 2000 al 2002;
- serie VY, prodotta dal 2002 al 2004;
- serie VZ, prodotta dal 2004 al 2007.

## Quarta serie (2006-2017)
La Holden Commodore di quarta serie è stata prodotta dal 2006 al 2017 in due sottoserie:
- serie VE, prodotta dal 2006 al 2013;
- serie VF, prodotta dal 2013 al 2017; quest'ultima che non è altro che un profondo restyling della versione precedente.

Con l'uscita di produzione della Opel Omega a trazione posteriore, fu sviluppata interamente in Australia.

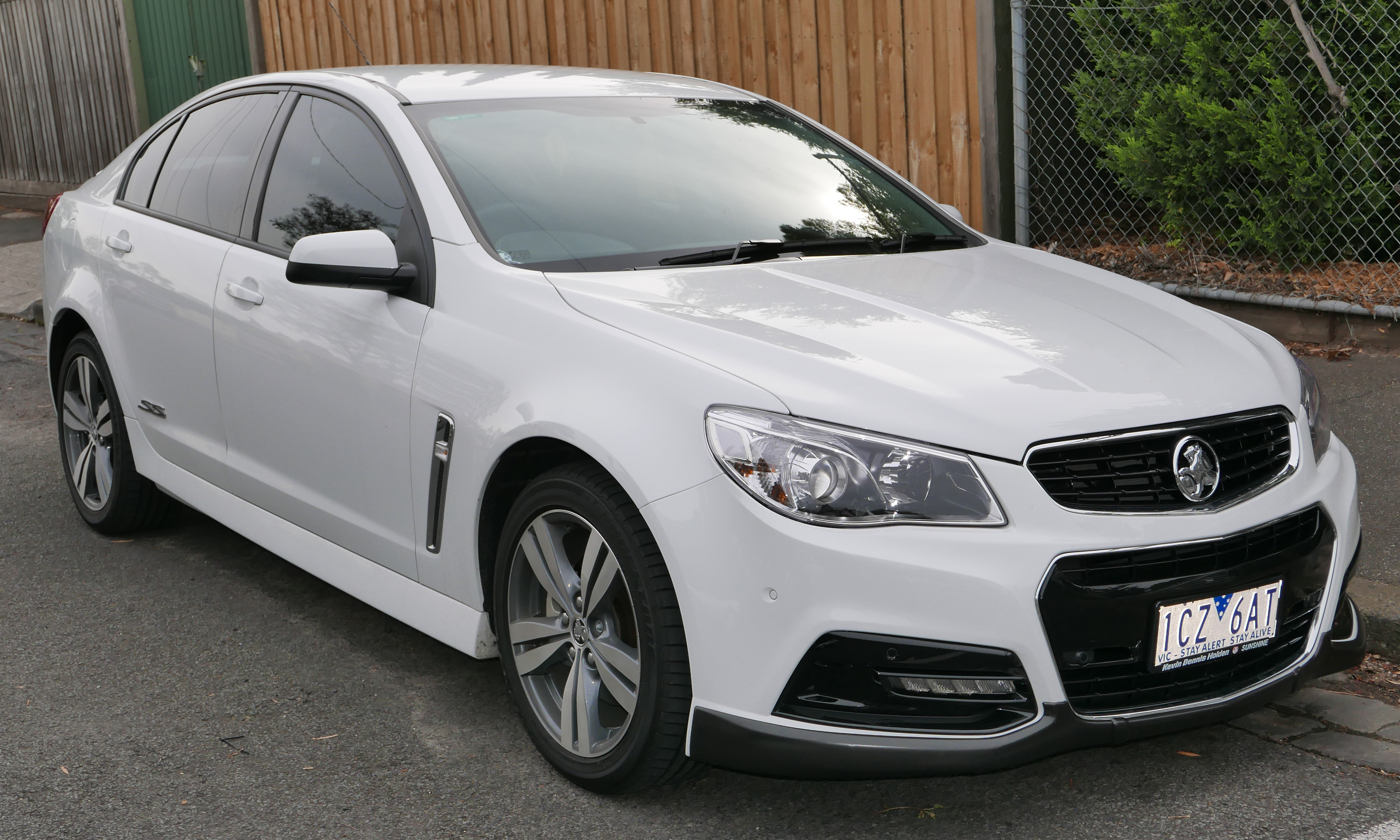
Una Holden Commodore VF SS

Nel 2015 ha subito un ulteriore restyling riguardante principalmente i paraurti (in particolare per le versioni sportive), i gruppi ottici posteriori e alcuni particolari interni. Contemporaneamente sono stati introdotti anche dei nuovi motori più efficienti. Questo aggiornamento è noto come Series II.
L'autovettura è in vendita dal 2013 per il model year 2014 come Chevrolet SS sul mercato statunitense. Per il model year 2016 l'autovettura ha subito un restyling, comune al modello australiano. La SS ha la carrozzeria delle Commodore SS australiane e monta il motore V8 6.2 LS3 da 415 CV già usato dalla Corvette. La SS è la prima vettura a trazione posteriore della Chevrolet dai tempi della quarta serie di Caprice e della derivata Impala SS, prodotte dal 1990 al 1996.
Nel 2017, come fu deciso nel mese di dicembre del 2013, la Commodore VF uscirà di produzione, così come tutta la produzione australiana del marchio Holden..

## Quinta serie (2017-2020)

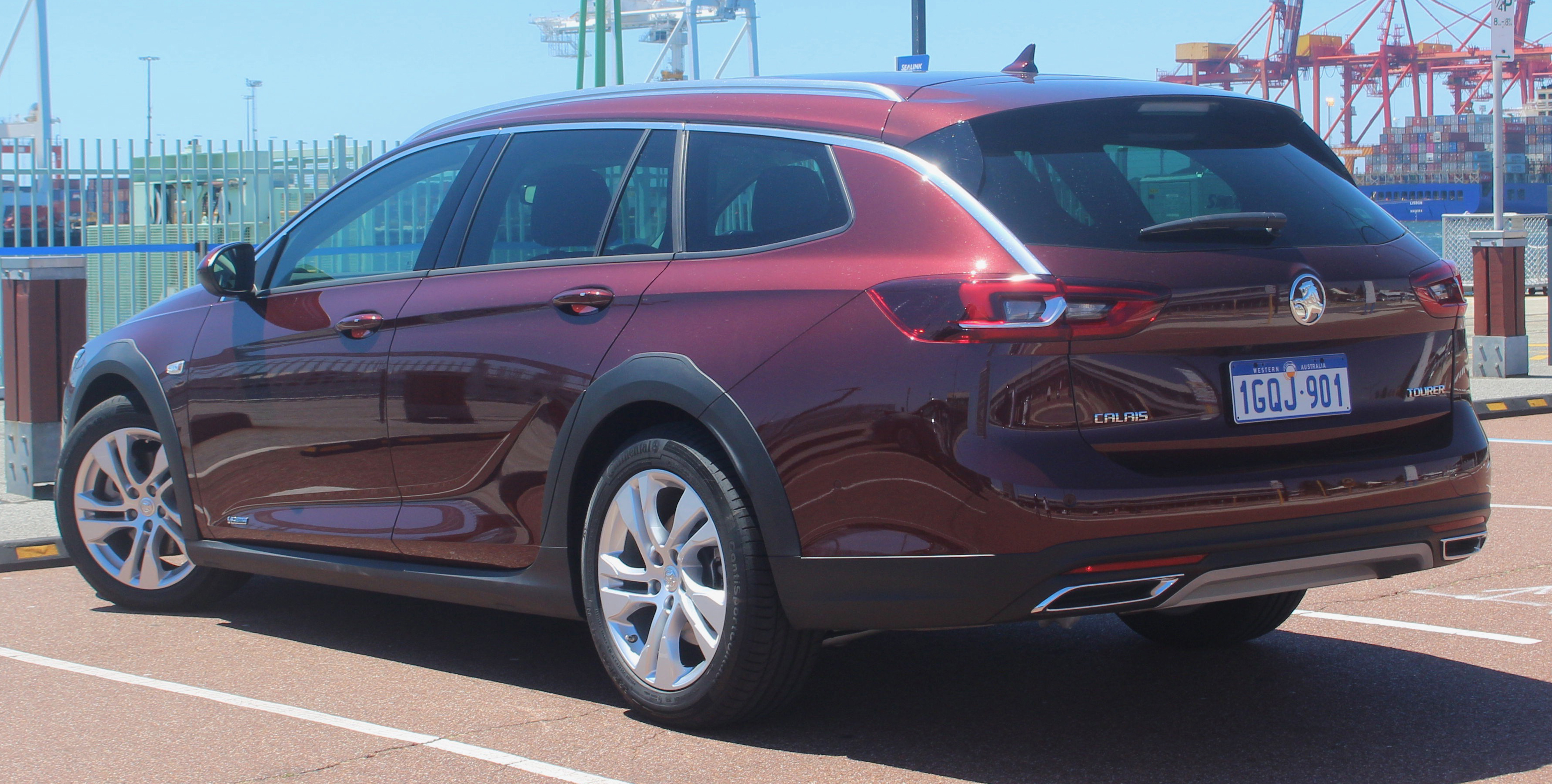
Una Holden Commodore ZB Tourer

Il 7 dicembre del 2016 Holden rivela le prime immagini della nuova Commodore (nome di fabbrica: NG, serie ZB).
Quest'auto, che è una Opel Insignia B leggermente rivista, oltre ad essere più piccola della precedente, è la prima Commodore disponibile a trazione anteriore (oltre che integrale), a non essere prodotta in Australia e a non usare motori V8. Disponibile in versioni berlina (Sedan), station wagon (Sportwagon) e wagon rialzata (Tourer), è mossa da un motore 3.6 V6 LGX a benzina da 230 kW, abbinato a un cambio automatico a 8 marce. La fine della produzione cessa nel 2020.